# Bērzaunes pagasts
Bērzaunes pagasts est un pagasts de Lettonie. Il se situe sur les hautes terres de Vidzeme. Son centre administratif est le village de Bērzaune. D'autres villages et lieux-dits en font partie: Sauleskalns, Dzirnaviņas, Ozolkrogs, Muižnieki. Au nord du pagasts se trouve le pont culminant de la Lettonie Gaiziņkalns. 5 928,5 ha de territoire du pagasts sont couverts de forêts, 4 446,6 ha sont des terres agricoles.
Les sources écrites citent cet endroit en 1229. L'auteur du blason est Vladimirs Ladusāns.